# Aspalathus empetrifolia
Aspalathus empetrifolia là một loài thực vật có hoa trong họ Đậu. Loài này được (Dahlgren) Dahlgren miêu tả khoa học đầu tiên năm 1988.